# (500621) 2012 UM152
(500621) 2012 UM152 es un asteroide perteneciente al cinturón de asteroides, región del sistema solar que se encuentra entre las órbitas de Marte y Júpiter, descubierto el 31 de diciembre de 2007 por el equipo del Spacewatch desde el Observatorio Nacional de Kitt Peak, Arizona, Estados Unidos.

## Designación y nombre
Designado provisionalmente como 2012 UM152. 

## Características orbitales
2012 UM152 está situado a una distancia media del Sol de 3,078 ua, pudiendo alejarse hasta 4,007 ua y acercarse hasta 2,149 ua. Su excentricidad es 0,301 y la inclinación orbital 3,603 grados. Emplea 1973,06 días en completar una órbita alrededor del Sol.

## Características físicas
La magnitud absoluta de 2012 UM152 es 17,4. 